# آنتونیو دونسل
آنتونیو دونسل (انگلیسی: Antonio Doncel؛ زادهٔ ۳۰ ژانویه ۱۹۶۷) بازیکن سابق فوتبال اهل اسپانیا است که آخرین بار برای برگانتینوس در کشورش بازی کرد.